# Blechnum appendiculatum
Blechnum appendiculatum es una especie de helecho perteneciente a la familia Blechnaceae. Es originaria de América donde se encuentra desde México hasta Argentina.

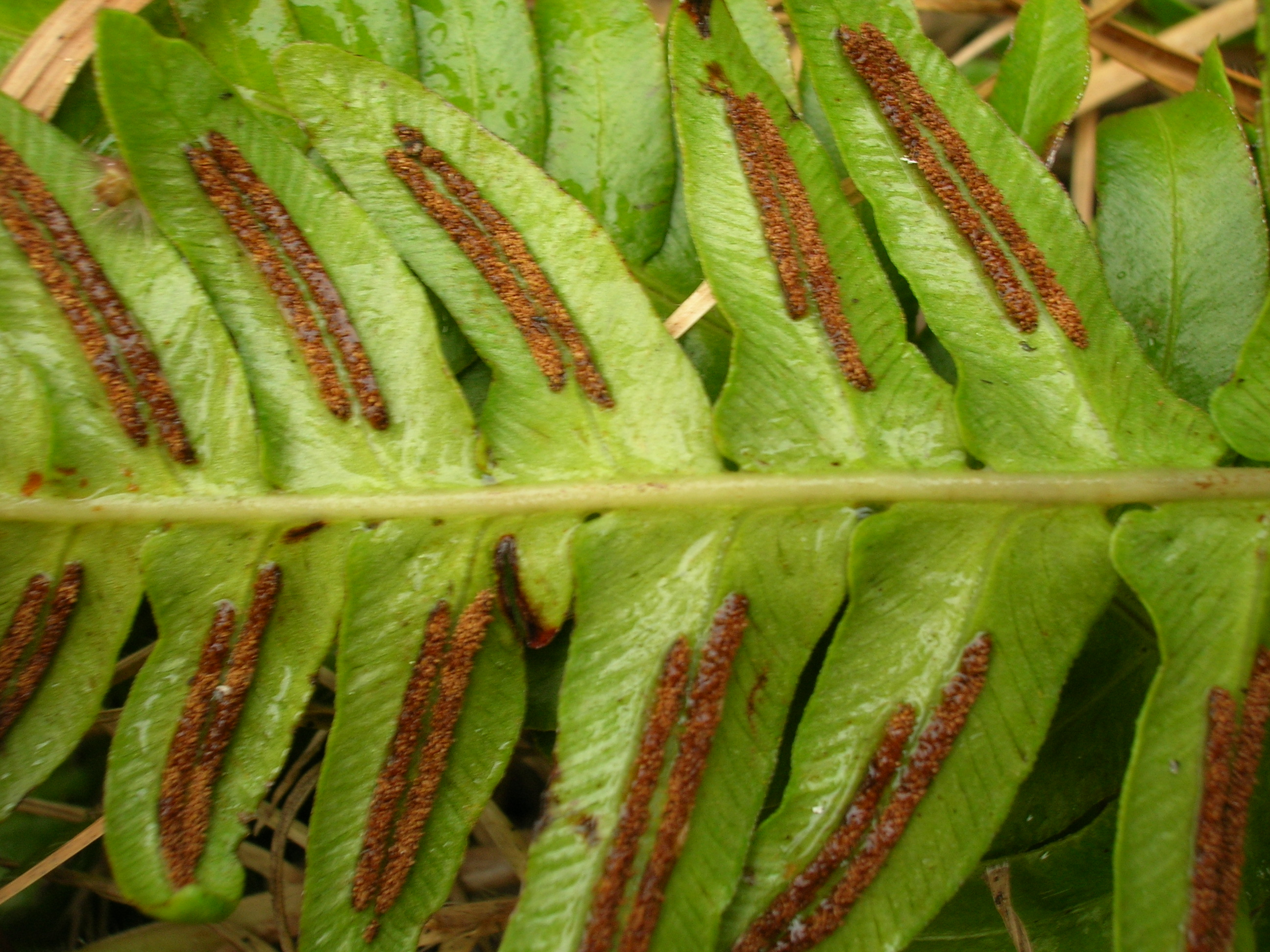
Frondas

## Clasificación y descripción
Blechnum appendiculatum fue descrita por Carl Ludwig Willdenow  y publicado en  Species Plantarum. Editio quarta 5(1): 410. 1810.
Rizoma: erectos, estoloníferos, con escamas bicolores, con el centro café oscuro y los márgenes café claro;  frondes: suberectas o colgantes, con hábito cespitoso; pecíolo: de 1/3 a 1/2 del largo del total del fronde; lámina: de 7-23 x 3.5-8 cm, pinnada, de lanceolada a ovado-lanceolada; raquis: de moderada a densamente piloso, porción superior (adaxial) acanalada; pinnas: linear-lanceoladas o subfalcadas, con el ápice agudo, la base cordada o subcordada; soros: costales (a lo largo de la vena costal), continuos; indusio: con el margen entero o con pequeños bordes y pelillos.

## Distribución
Desde el noreste, centro y sur de México hasta América del Sur.

## Hábitat
Es terrestre, prefiere sitios junto a arroyos y cañadas con mucha humedad y con protección del sol,  habita en bosques de encino y pino y selvas húmedas.

## Estado de conservación
En México no se encuentra en ninguna categoría de protección de la NOM059. Tampoco está en alguna categoría en la lista roja de la IUCN (International Union for Conservation of Nature). Ni en CITES (Convención sobre el Comercio Internacional de Especies Amenazadas de Fauna y Flora Silvestres).